# Liste der Biografien/Stut
Liste der Biografien |
Portal Biografien |
Personensuche
# |
A |
B |
C |
D |
E |
F |
G |
H |
I |
J |
K |
L |
M |
N |
O |
P |
Q |
R |
S |
T |
U |
V |
W |
X |
Y |
Z |
?
 
Sa |
Sb |
Sc |
Sd |
Se |
Sf |
Sg |
Sh |
Si |
Sj |
Sk |
Sl |
Sm |
Sn |
So |
Sp |
Sq |
Sr |
Ss |
St |
Su |
Sv |
Sw |
Sy |
Sz
 
Sta |
Ste |
Sth |
Sti |
Stj |
Stl |
Sto |
Str |
Sts |
Stt |
Stu |
Stv |
Stw |
Sty
 
Stua |
Stub |
Stuc |
Stud |
Stue |
Stuf |
Stug |
Stuh |
Stui |
Stuj |
Stuk |
Stul |
Stum |
Stun |
Stup |
Stur |
Stus |
Stut |
Stuu |
Stuv |
Stuw |
Stux |
Stuy
Die Liste der Biografien führt alle Personen auf, die in der deutschsprachigen Wikipedia einen Artikel haben. Dieses ist eine Teilliste mit 125 Einträgen von Personen, deren Namen mit den Buchstaben „Stut“ beginnt.

## Stut
- Stut, Walter (* 1934), deutscher Oberst

### Stutc
- Stutchbury, Samuel (1798–1859), britischer Naturforscher, Paläontologe und Geologe
- Stutchkoff, Nahum (1893–1965), jiddisch-polnischer, später jiddisch-amerikanischer Schauspieler, Autor, Radioschaffender und Lexikograph

### Stute
- Stute, Gottfried (1929–1982), deutscher Ingenieurwissenschaftler, Hochschullehrer
- Stute, Wilhelm (1919–2005), deutscher Buchhändler und Fußballfunktionär
- Stute, Wolfgang (* 1951), deutscher Gitarrist, Perkussionist, Komponist und Produzent
- Stuteville, Joan de († 1276), englische Adlige
- Stuteville, Robert de, schottischer Geistlicher

### Stuth
- Stuth, Anett (* 1965), deutsche Fotografin
- Stuth, Reinhard (* 1956), deutscher Politiker (CDU), Senator in Hamburg

### Stuti
- Stüting, Arthur (1872–1927), deutscher Gartenarchitekt
- Stüting, Louis (1844–1921), deutscher Hoffotograf

### Stutm
- Stutman, Edward (1945–2005), US-amerikanischer Jurist

### Stuts
- Stutschenko, Andrei Trofimowitsch (1904–1972), sowjetischer Offizier, zuletzt Armeegeneral
- Stutschewsky, Joachim (1891–1982), russisch-israelischer Cellist, Komponist und Musikwissenschaftler

### Stutt
- Stuttaford, Richard (1870–1945), südafrikanischer Politiker
- Stuttberg, Johann Adolf (1756–1805), Elberfelder Kaufmann und Bürgermeister
- Stutte, Bernd (1944–2014), deutscher Bibliothekar
- Stutte, Friedelise (* 1984), deutsche Schauspielerin
- Stutte, Hans, deutscher Zeichner und Maler
- Stutte, Harald (* 1964), deutscher Journalist und BuchautorHarald Stutte (* 1964)

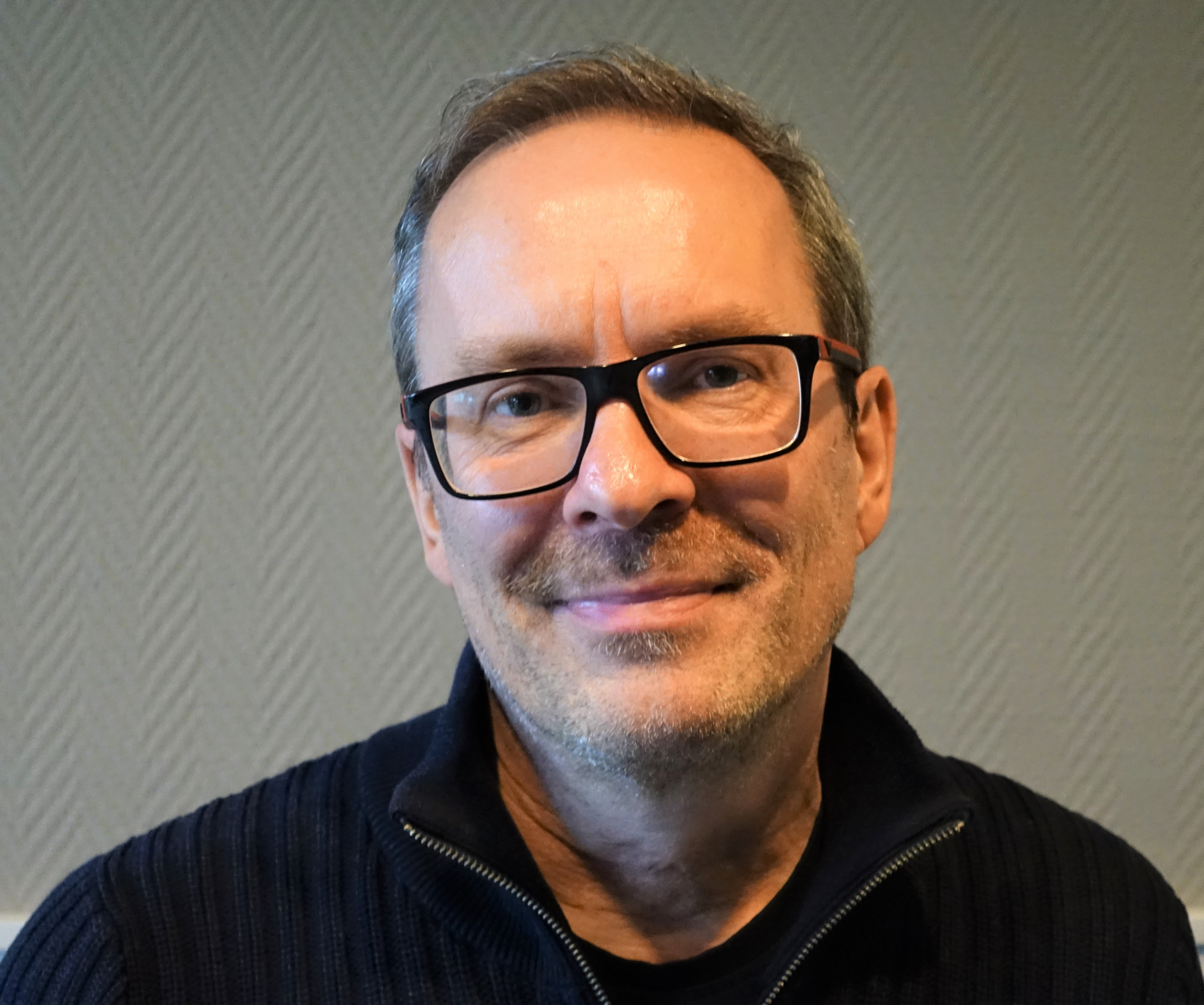
Harald Stutte (* 1964)

- Stutte, Hermann (1909–1982), deutscher Kinder- und Jugendpsychiater
- Stutte, Reinhold, deutscher Turner
- Stutter, Marcel (* 1988), deutscher Fußballspieler
- Stutterheim, Alexander von (1669–1738), königlich polnischer und kurfürstlich sächsischer Generalleutnant
- Stutterheim, Carl August von (1759–1820), preußischer Generalmajor
- Stutterheim, Christian Hieronymus von (1690–1753), markgräflich-brandenburg-kulmbachischer Wirklicher Geheimer Rat und erster Minister
- Stutterheim, Christian Wilhelm Karl von (1723–1783), Landsyndikus der Niederlausitz und polnisch-kursächsischer Kammerherr
- Stutterheim, Edward (1908–1977), niederländischer Segler
- Stutterheim, Friedrich Gottlieb von (1757–1832), preußischer Generalmajor
- Stutterheim, Gottlob Friedrich Leberecht von (1757–1798), Landsyndikus der Niederlausitz und kursächsischer Geheimer Finanzrat
- Stutterheim, Heinrich Gottlieb von (1718–1789), kursächsischer Generalleutnant der Kavallerie, Diplomat sowie Staats- und Kabinettsminister
- Stutterheim, Hermann von (1843–1909), deutscher Jurist und Landgerichtsdirektor in Braunschweig
- Stutterheim, Hermann von (1887–1959), deutscher Jurist und Ministerialbeamter
- Stutterheim, Joachim Friedrich von (1715–1783), preußischer Generalleutnant
- Stutterheim, Johann von (1803–1870), k. k. Generalmajor
- Stutterheim, Joseph von (1764–1831), österreichischer Feldmarschallieutenant, Geheimer- und Hofkriegsrat
- Stutterheim, Kerstin (* 1961), deutsche Drehbuchautorin, Dokumentarfilmerin und Regisseurin
- Stutterheim, Kunemund von (1886–1957), erster Landesrat und Stellvertreter des Landeshauptmanns der Provinz Schlesien und Vorsitzender des schlesischen Roten Kreuzes
- Stutterheim, Kurt von (1888–1978), deutscher Journalist und Autor
- Stutterheim, Leopold August von (1808–1868), preußischer Generalmajor
- Stutterheim, Louis (1873–1943), niederländischer Stillleben- und Landschaftsmaler
- Stutterheim, Ludwig August von (1751–1826), preußischer Offizier, zuletzt General der Infanterie
- Stutterheim, Max (1873–1936), deutscher Architekt und Bauunternehmer
- Stutterheim, Otto Ludwig von (1718–1780), preußischer Generalleutnant
- Stutterheim, Richard von (1815–1871), preußischer, spanischer, braunschweigischer, holsteinischer und britischer Offizier
- Stutterheim, Wilhelm von (1770–1811), österreich-ungarischer Feldmarschallleutnant
- Stutterheim, Wolff von (1893–1940), deutscher Generalmajor im Zweiten Weltkrieg
- Stuttfeld, Elisa (* 1999), deutsche Handballspielerin
- Stüttgen, Christian (1876–1942), deutscher Bildhauer und Zeichenlehrer
- Stüttgen, Gerd (* 1966), deutscher Politiker (SPD), MdL
- Stüttgen, Günter (1919–2003), deutscher Dermatologe
- Stüttgen, Jakob (* 1971), deutscher Koch
- Stüttgen, Johannes (* 1945), deutscher KünstlerJohannes Stüttgen (* 1945)

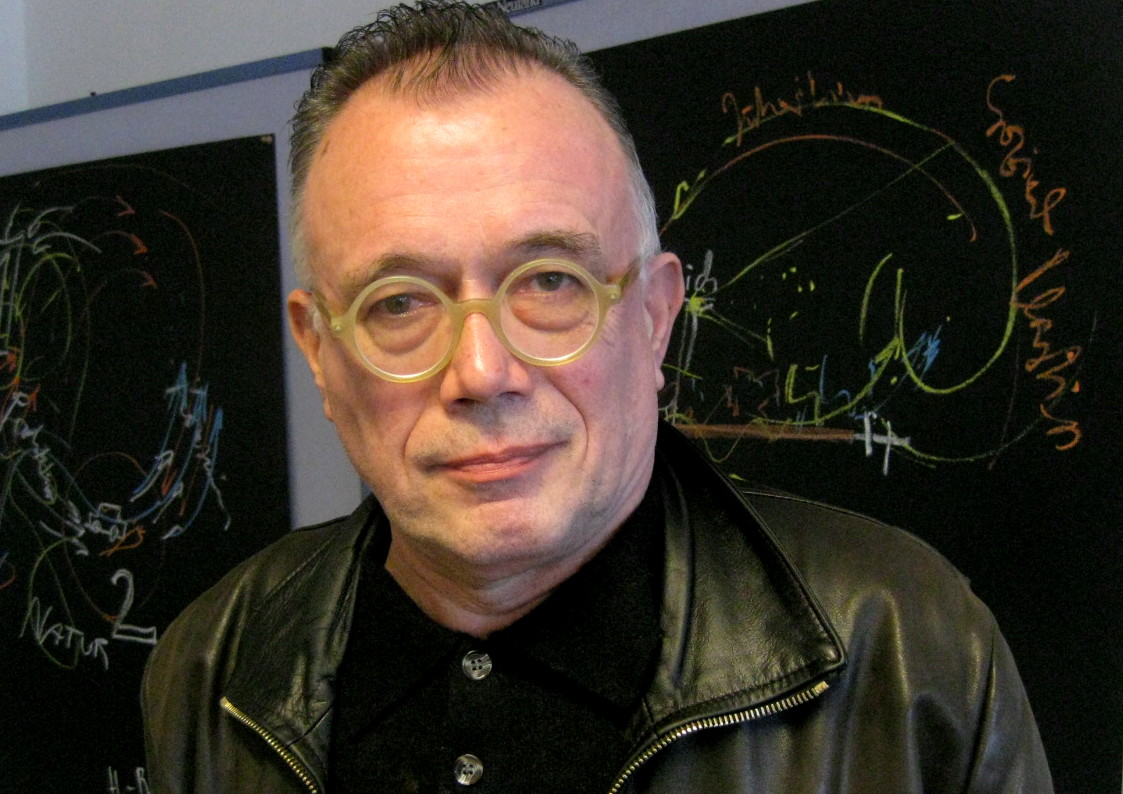
Johannes Stüttgen (* 1945)

- Stüttgen, Tim (1977–2013), deutscher Autor, Performancekünstler, Kurator und Journalist
- Stüttler, Josef Anton (1931–2009), österreichischer Sozialwissenschaftler
- Stuttmann, Ferdinand (1897–1968), deutscher Kunsthistoriker
- Stuttmann, Johanna (* 1979), deutsche Drehbuchautorin
- Stuttmann, Jörg (* 1959), deutscher Schauspieler, Synchronsprecher, Kommentarsprecher und Künstler
- Stuttmann, Klaus (* 1949), deutscher Karikaturist

### Stutz
- Stütz, Andreas (1747–1806), österreichischer Mineraloge und Geologe
- Stutz, Christoph (* 1947), Schweizer Politiker (CVP)
- Stutz, Claudia (* 1976), deutsche Verwaltungsjuristin und politische Beamtin
- Stutz, Ernst (1868–1940), deutscher Bergingenieur und Bergbau-Manager, Reichskommissar für die Kohlenverteilung
- Stutz, Georg (1897–1961), Schweizer Psychiater
- Stütz, Hannes (1936–2022), deutscher Kabarettist und Liedermacher
- Stutz, Hans (* 1952), Schweizer Journalist und Politiker (Grüne)
- Stutz, Harry C. (1876–1930), US-amerikanischer Automobilunternehmer, Ingenieur und Erfinder in der Automobilindustrie
- Stutz, Jakob (1801–1877), Schweizer Schriftsteller
- Stutz, Johann Jakob (1842–1913), Schweizer Jurist und Politiker
- Stutz, John (* 1933), Schweizer Künstler
- Stutz, Kathrin (* 1957), Schweizer Politikerin (Grüne)
- Stutz, Ludwig (1865–1917), deutscher Genre- und Stilllebenmaler sowie Karikaturist
- Stutz, Michael (* 1961), deutscher Schauspieler
- Stutz, Milva (* 1985), Schweizer Künstlerin
- Stutz, Paul (* 1983), kanadischer Skirennläufer
- Stutz, Pierre (* 1953), Schweizer katholischer Theologe und AutorPierre Stutz (* 1953)

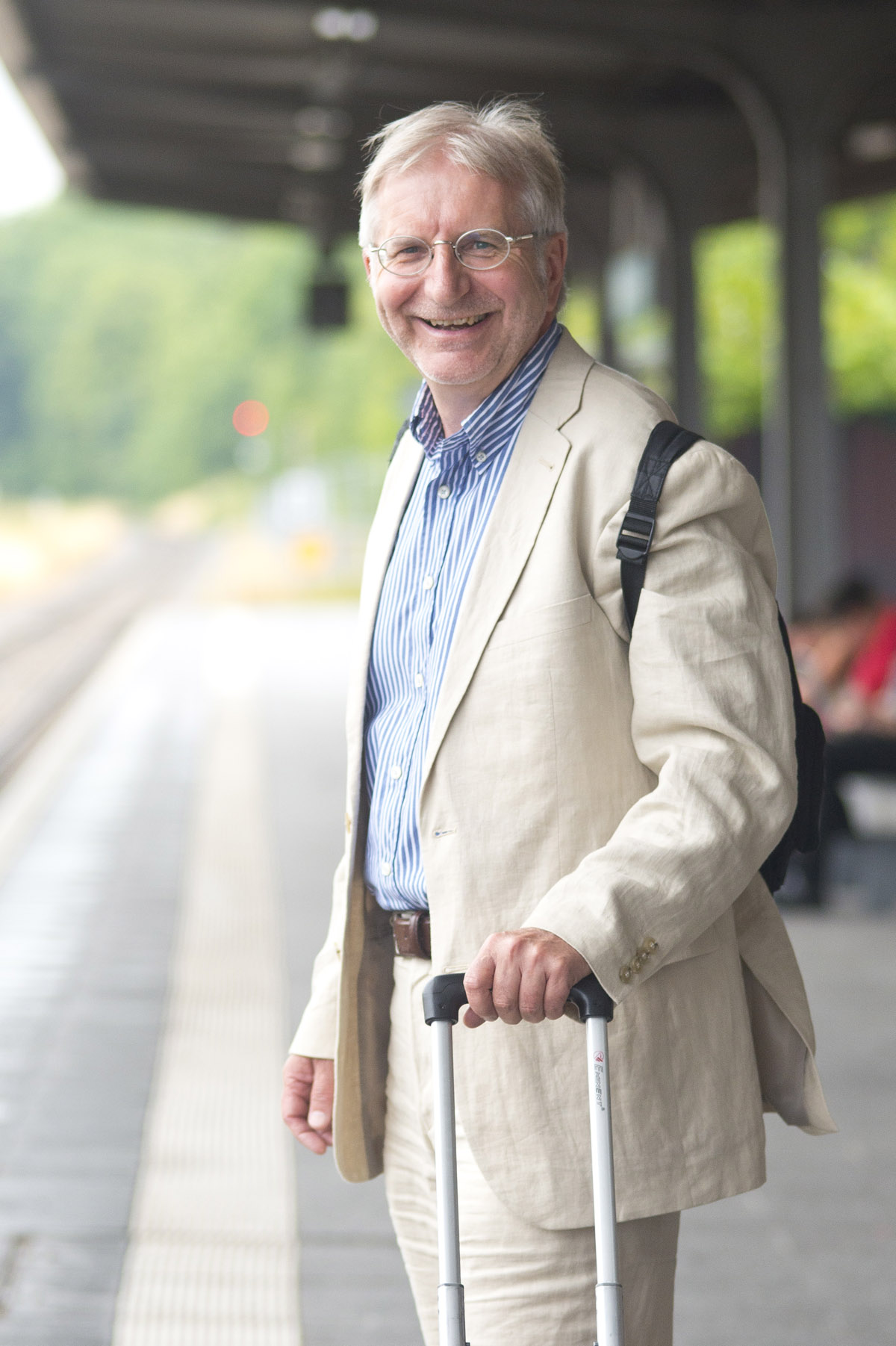
Pierre Stutz (* 1953)

- Stutz, Reto (* 1977), Schweizer Triathlet
- Stutz, Rüdiger (* 1957), deutscher Historiker
- Stutz, Samuel (* 1960), Schweizer Fernsehmoderator und Arzt
- Stutz, Ulrich (1868–1938), deutsch-schweizerischer Jurist und Hochschullehrer
- Stutz, Ulrike (* 1967), deutsche Kunstpädagogin
- Stütz, Wenzel Aloys (1772–1806), deutscher Mediziner
- Stutz, Werner (* 1962), Schweizer Radrennfahrer
- Stutz-Boukouya, Marc (* 1961), französischer Posaunist, Dirigent und Komponist
- Stützel, Eduard (* 1806), deutscher Holzschnitzer und Bildhauer
- Stützel, Karl (1872–1944), deutscher Politiker (BVP), langjähriger bayerischer Innenminister
- Stutzel, Mike (* 1979), kanadischer Eishockeyspieler
- Stützel, Wolfgang (1925–1987), deutscher Ökonom und Hochschullehrer
- Stutzenstein, Pia (* 1989), deutsche Schauspielerin
- Stutzer, Albert (1849–1923), deutscher Agrikulturchemiker
- Stützer, Alwin (1889–1974), deutscher Landschafts- und Aquarellmaler
- Stutzer, Beat (* 1950), Schweizer Kunsthistoriker
- Stutzer, Dietmar, deutscher Neuzeithistoriker, Heimatforscher und Sachbuchautor
- Stutzer, Emil (1854–1940), Rektor des Görlitzer Gymnasiums Augustum, geheimer Studienrat, Professor und Schriftsteller
- Stutzer, Gustav (1839–1921), deutscher Pastor und Schriftsteller
- Stutzer, Hans-Jürgen (1926–2007), deutscher Verwaltungsbeamter und Politiker (CDU), MdB
- Stutzer, Hellmuth (1890–1961), deutscher Jurist
- Stützer, Herbert Alexander (1909–1994), deutscher Kunsthistoriker
- Stutzer, Hermann (1887–1968), deutscher Offizier und Militärrichter
- Stützer, Hermann K. (* 1952), deutscher Politiker (FDP)
- Stützer, Johan Arnold (1763–1821), schwedischer Arzt, Natur- und Asienforscher
- Stützer, Lionel (1901–1991), deutscher Pionier des Buddhismus
- Stutzer, Otto (1881–1936), deutscher Geologe
- Stützer, Peter (* 1954), deutscher Journalist und Fernsehmoderator
- Stutzer, Therese (1841–1916), deutsche Schriftstellerin
- Stutzig, Georg Bernhard, böhmischer Amtmann, Bäcker und Pachtmüller sowie Rebellenführer im nordböhmischen Bauernaufstand (1680)
- Stutzinger, Dagmar (* 1949), deutsche Klassische Archäologin
- Stützinger, Franz Xaver (1903–1935), deutscher NS-Widerstandskämpfer
- Stutzinger, Jürgen Heinrich (1958–2018), deutscher Künstler
- Stutzke, Bernd (1957–2022), deutscher Basketballspieler
- Stutzke, Frank (* 1964), deutscher Volleyballspieler
- Stutzke, Lukas (* 1998), deutscher Handballspieler
- Stutzky, Jochen (* 1980), deutscher Fußballkommentator und Fernsehmoderator
- Stützle, Ingo (* 1976), deutscher Politikwissenschaftler
- Stützle, Monika (* 1953), deutsche Eisschnellläuferin
- Stützle, Tim (* 2002), deutscher EishockeyspielerTim Stützle (* 2002)

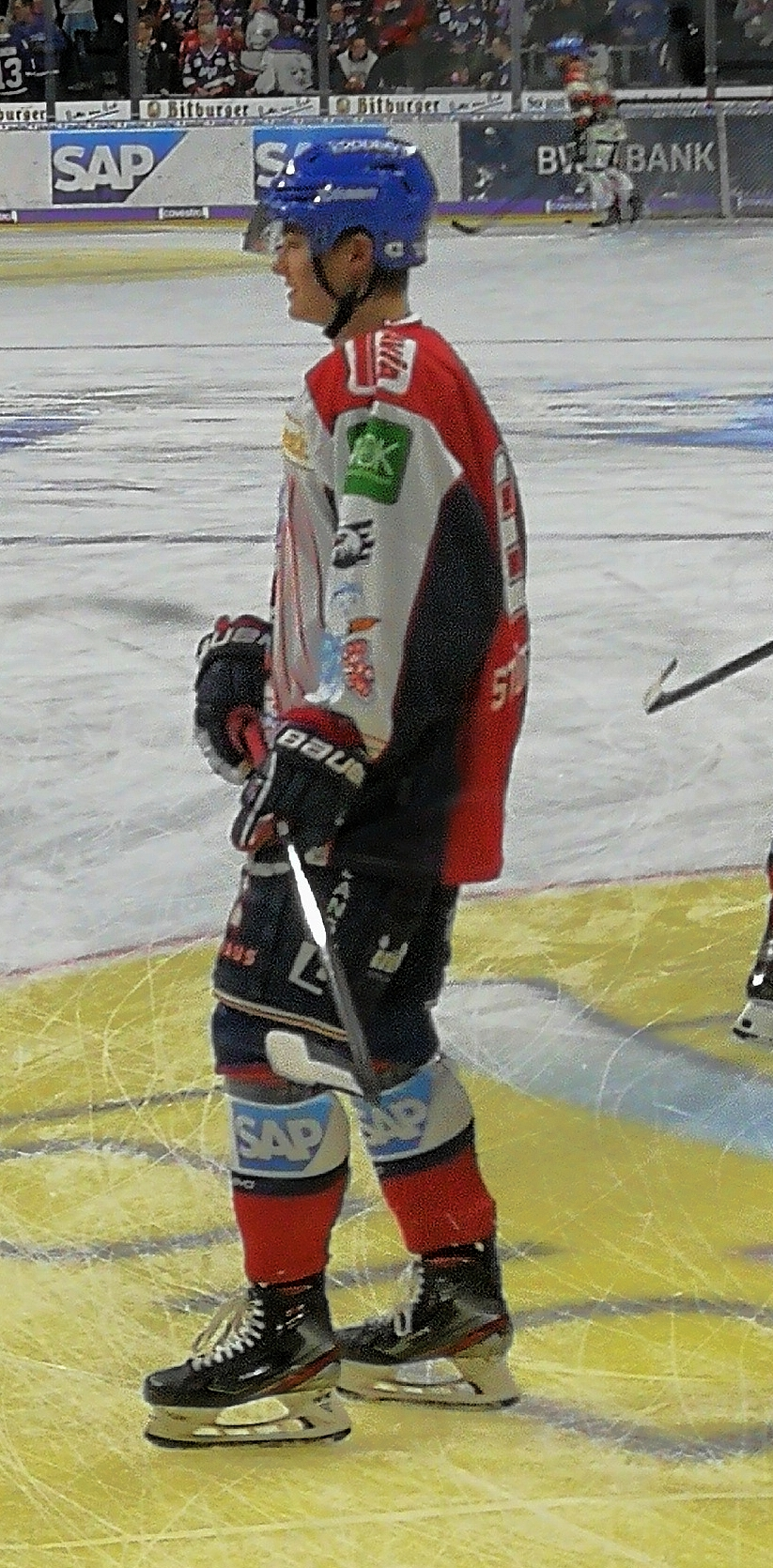
Tim Stützle (* 2002)

- Stützle, Walther (1941–2016), deutscher Politikwissenschaftler und Staatssekretär
- Stutzman, Marlin (* 1976), US-amerikanischer Politiker
- Stutzman, Matt (* 1982), US-amerikanischer Bogenschütze
- Stutzmann, Christiane (* 1939), französische Opernsängerin und Gesangspädagogin
- Stutzmann, Henrik (* 1970), deutscher Jurist, Richter am Bundesfinanzhof
- Stutzmann, Marc, Schweizer Mountainbiker
- Stutzmann, Nathalie (* 1965), französische Opernsängerin (Alt) und Dirigentin
- Stützner, Lutz (1957–2021), deutscher Trickfilmregisseur und Zeichner